# Ophiomisidium
Genre
Ophiomisidium est un genre d'ophiures de la famille des Astrophiuridae. 

## Liste d'espèces
Selon World Register of Marine Species (2 mars 2019) :
- Ophiomisidium crosnieri Guille & Vadon, 1986
- Ophiomisidium flabellum (Lyman, 1878)
- Ophiomisidium irene Fell, 1952
- Ophiomisidium leurum Ziesenhenne, 1940
- Ophiomisidium mirabile Smirnov, 1977
- Ophiomisidium pulchellum (Wyville Thomson, 1877)
- Ophiomisidium speciosum Koehler, 1914
- Ophiomisidium tommasii Borges, Monteiro & Amaral, 2006

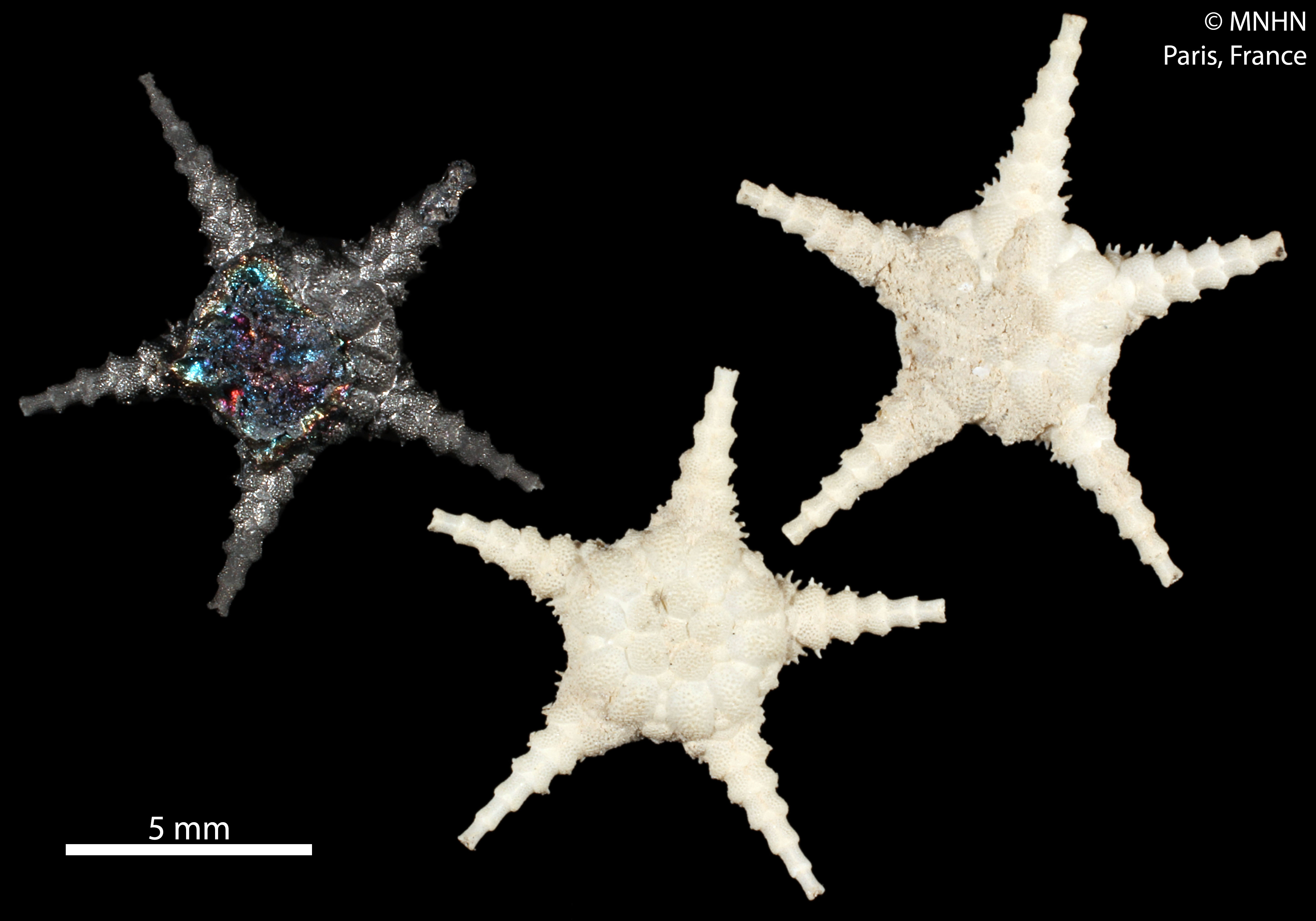
Ophiomisidium crosnieri
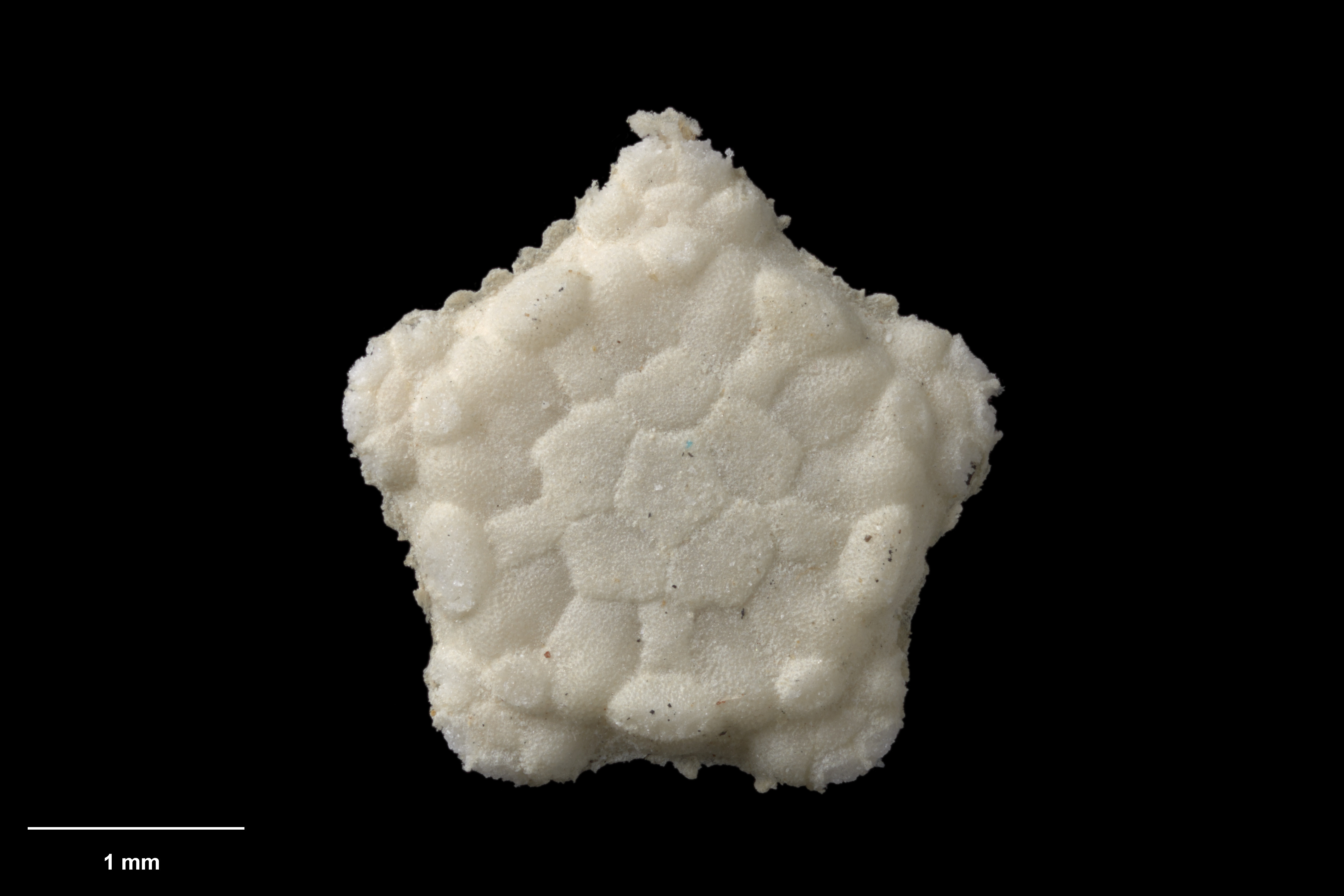
Ophiomisidium irene
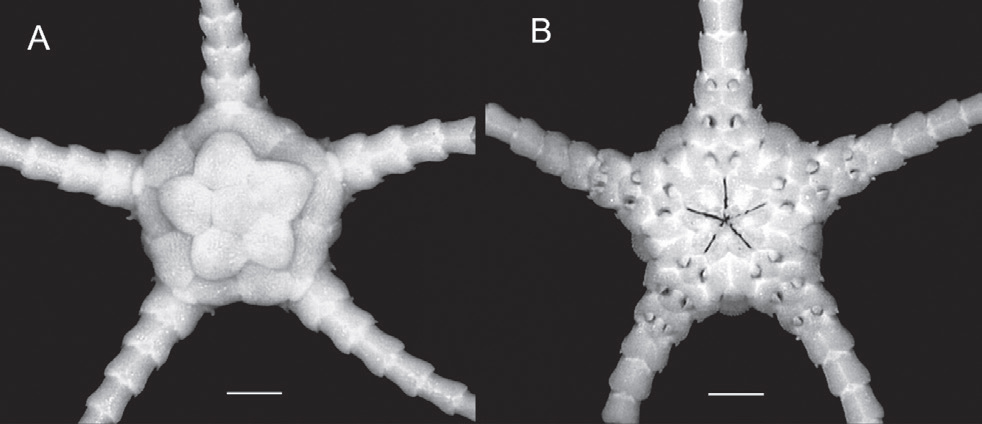
Ophiomisidium tommasii